# Ósemka angielska

Stół do ósemki angielskiej w ustawieniu początkowym.

Ósemka angielska (ang. blackball, English pool lub English eight-ball) – odmiana bilardu, wariant zwykłej ósemki. Bez względu na nazwę, zaliczana jest do bilardów amerykańskich. Jest popularna w Wielkiej Brytanii oraz w Irlandii, gdzie jest nazywana także bilardem irlandzkim (ang. irish pool).
Oficjalną regulacją międzynarodowych zasad gry w ósemkę angielską zajmuje się English Pool Association (EPA).

## Zasady
Zasady ósemki angielskiej są zbliżone do zwykłej ósemki. 
Grę rozgrywa się na stole o wymiarach 6 × 3 ft (1,8 × 0,9 m) lub 7 × 3,5 ft (2,12 × 1,06 m), który od standardowego stołu do bilardu amerykańskiego, poza mniejszym rozmiarem, różni się także zaokrąglonym kształtem band przy wlotach łuz o średnicy niewiele większej od średnicy bil, oraz suknem o wyraźnym kierunku ułożenia włókien (ang. nap; przypomina więc pod tym względem stół do gry w snooker). 
Zamiast ponumerowanych bil stosowanych w amerykańskiej ósemce: pełnych (1–7), połówek (9–15) oraz bili nr 8, używa się bil jednolitego koloru: siedmiu żółtych, siedmiu czerwonych (rzadziej niebieskich) oraz jednej czarnej (czasem oznaczonej nr 8). Bila zagrywająca jest biała. Bile mają średnicę 51–56 mm. Bila biała może mieć nieco mniejszą średnicę. 

### Ustawienie początkowe
Bile ustawia się w trójkącie, którego jedna z podstaw jest równoległa do krótkiego boku stołu. Bila czarna ustawiana jest w środku trójkąta, natomiast pozostałe bile ustawiane są losowo. W przeciwieństwie do ósemki amerykańskiej, trójkąt umieszcza się na stole tak, by w punkcie głównym stołu znalazła się bila czarna, a nie wierzchołek trójkąta. Gracz rozbijający dostaje bilę białą "w ręce", tj. może ustawić ją w dowolnym miejscu pola bazy.

### Rozbicie
Rozgrywkę rozpoczyna się od rozbicia, czyli uderzenia białą bilą w bile pozostałe. Jeżeli podczas rozbicia wbita zostanie jedna z bil kolorowych, graczowi przydzielone zostają bile w kolorze wbitej bili. W przypadku wbicia bil w obu kolorach, gracz musi wybrać jeden kolor. Jeżeli nie zostanie wbita żadna bila, kolejka przechodzi na następnego gracza, a stół pozostaje otwarty do pierwszego poprawnego wbicia. Dla porównania, w przypadku ósemki amerykańskiej, stół pozostaje otwarty niezależnie od wbitych podczas rozbicia bil.
Jeżeli podczas rozbicia wpadnie czarna bila, bile są ponownie ustawiane w trójkącie, po czym ten sam gracz powtarza rozbicie. Faule popełnione przy wbiciu czarnej bili z rozbicia są ignorowane.
Jeśli podczas rozbicia wbita zostanie biała bila, przeciwnik kontynuuje grę z pola bazy (brak faulu). W przypadku innego faulu przeciwnik rozbija ponownie.

### Wbijanie bil
Podobnie jak w standardowej ósemce, dalsza gra polega na wbijaniu bil należących do gracza do łuz. W ósemce angielskiej nie deklaruje się bili kolorowej ani łuzy, do której ma wpaść bila. Dopuszczalne jest wbicie więcej niż jednej bili tego samego koloru, ale bila czarna musi być wbita w osobnym uderzeniu.
Najważniejszą bilą jest bila czarna, która decyduje o zwycięstwie lub przegranej. Po wbiciu wszystkich bil swojego koloru gracz ma możliwość wygrania partii przez wbicie bili czarnej.
Przypadkowe wbicie bili czarnej, gdy na stole znajdują się jeszcze bile kolorowe należące do gracza, oraz faul podczas wbicia czarnej bili skutkuje przegraniem przez niego partii.

### Touching ball (bila styczna)
Gracz w sytuacji, gdy biała bila styka się z bilą kolorową, nie może poruszyć stycznej bili w momencie wykonania uderzenia (faul push stroke). Jeżeli bila styczna jest bilą koloru należącego do gracza lub ostatnią bilą czarną, biała bila nie musi zaliczyć już kontaktu z żadną inną bilą.

### Free ball (wolna bila)
Jeżeli faul kończy się sytuacją snookerową, tj. nie ma możliwości bezpośredniego zagrywania bili swojego koloru lub bili czarnej, ponieważ są one zasłonięte przez bile przeciwnika lub narożnik łuzy, przeciwnik może wybrać grę z wolną bilą, tj. nominować i uderzać podczas pierwszego podejścia do stołu dowolną wybraną bilę. Wbicie nominowanej bili przeciwnika zalicza się jak wbicie własnej bili. Nominowana może być też bila czarna, ale jej wbicie kończy się przegraną, jeśli na stole pozostają jeszcze bile kolorowe należące do gracza.

### Faule
Faul i odejście gracza od stołu następuje wtedy, gdy:
- gracz przy otwartym stole wykona uderzenie bez wcześniejszego wyboru koloru,
- gracz nie trafi w żadną bilę (oprócz bili stycznej),
- gracz nie trafi najpierw w bilę swojego koloru (oprócz wolnej bili),
- gracz nie wbije bili, a żadna bila po zderzeniu bili białej z kolorową nie dotknie bandy,
- gracz wbije bilę przeciwnika,
- gracz wbije białą bilę (oprócz rozbicia),
- gracz wbije czarną bilę, gdy na stole znajdują się jeszcze jego bile kolorowe (oprócz rozbicia, przegrana partii)
- gracz wbije jednocześnie bilę czarną i swoją ostatnią bilę kolorową (przegrana partii),
- gracz wybije bilę poza stół,
- gracz wykona skok ponad bilą zasłaniającą bilę, która może być zagrywana (podobnie jak w snookerze),
- gracz podczas rozbicia nie wbije żadnej bili, a co najmniej cztery bile nie dotkną bandy,
- gracz dotknie jakiejkolwiek bili kolorowej ręką, kijem lub elementem odzieży,
- gracz dotknie białej bili czymkolwiek innym, niż kapką kija,
- kapka kija wciąż styka się z białą bilą w momencie jej zderzenia z bilą kolorową (push stroke),
- obie stopy gracza nie mają styczności z podłogą w momencie wykonania uderzenia.

Według niektórych wariantów gry wbicie bili przeciwnika nie jest faulem pod warunkiem, że bila należąca do gracza zagrywającego jako pierwsza wpadnie do łuzy.
Po faulu przeciwnik otrzymuje dodatkową kolejkę – kiedy za pierwszym podejściem nie uda mu się wbić bili, może zagrywać kolejny raz.
Po faulu przeciwnik kontynuuje grę z zastanej sytuacji na stole, z wyjątkiem:
- faulu polegającego na wbiciu białej bili lub wybiciu jej poza stół (biała "w ręce" z pola bazy),
- faulu, który kończy się snookerem (gracz wybiera między grą z zastanego miejsca, z wolną bilą lub z białą "w ręce" z pola bazy).

Kiedy gracz popełni trzy faule z rzędu, przegrywa partię (tzw. zasada trzech fauli).
Przegraną kończy się także każdy faul popełniony przy wbiciu czarnej bili (oprócz rozbicia).
Bila kolorowa wybita poza stół wraca do gry i zostaje ustawiona w punkcie głównym stołu, a jeśli jest to niemożliwe, to jak najbliżej tego punktu w środkowej osi stołu, w kierunku górnej bandy. Jeśli wybita została więcej niż jedna bila, bile ustawiane są w kolejności: czarna, czerwone, żółte.